# 嵩山
嵩山古名又稱外方、嵩高、崇高，位於河南省中部，屬伏牛山系，古時毗鄰洛陽城，是五岳的中岳，1983年後屬登封市。總面積約為450平方公里，嵩山又分為少室山和太室山兩部分，共72峰，最高峰連天峰高達1512米，峻極峰海拔1492米，古詩曰：「嵩高維岳，峻極於天」，中岳嵩山擁有古老穩定的自然地質和燦爛的文化遺存。中國名剎少林寺就在嵩山上。
1982年，嵩山被中國國務院列為第一批國家級風景名勝區。2004年2月13日被聯合國教科文組織地學部評選為「世界地質公園」。2007年5月8日，嵩山少林景區又被中國國家旅遊局批准為國家5A級旅遊景區。嵩山是儒釋道共處的聖地之一，不僅是中國道教聖地，漢傳佛教的發祥地，也是中國新儒教的誕生地。

## 地理环境

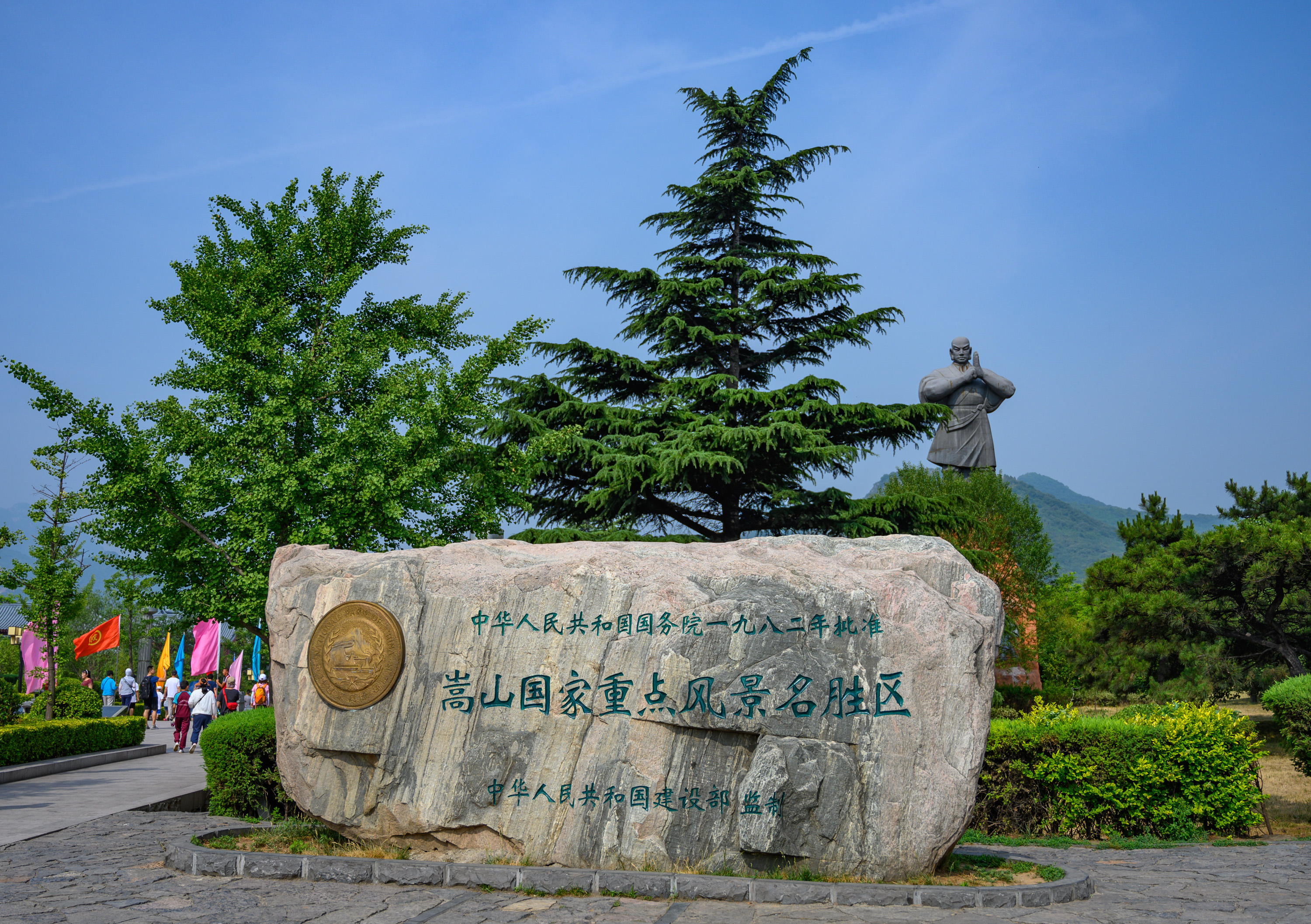
嵩山风景区

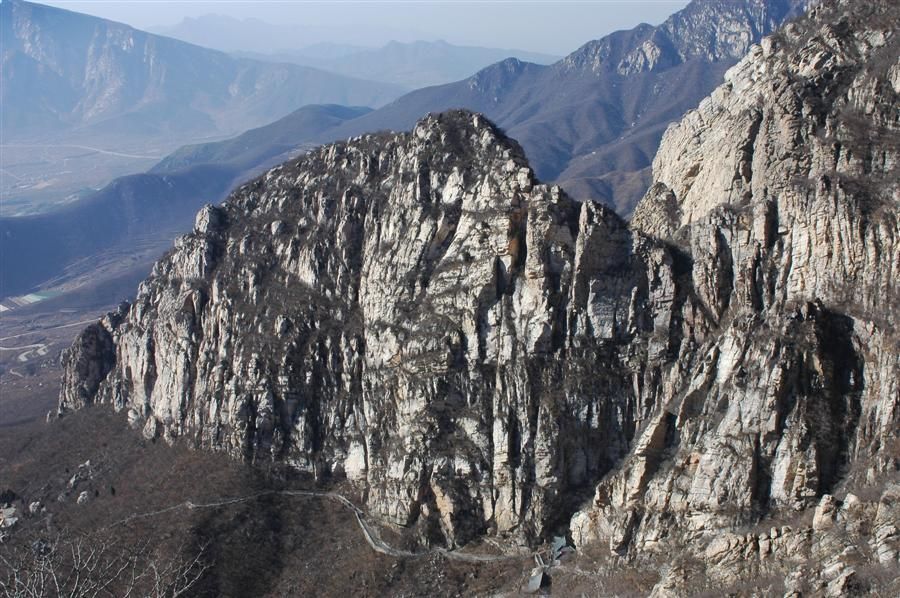
嵩山

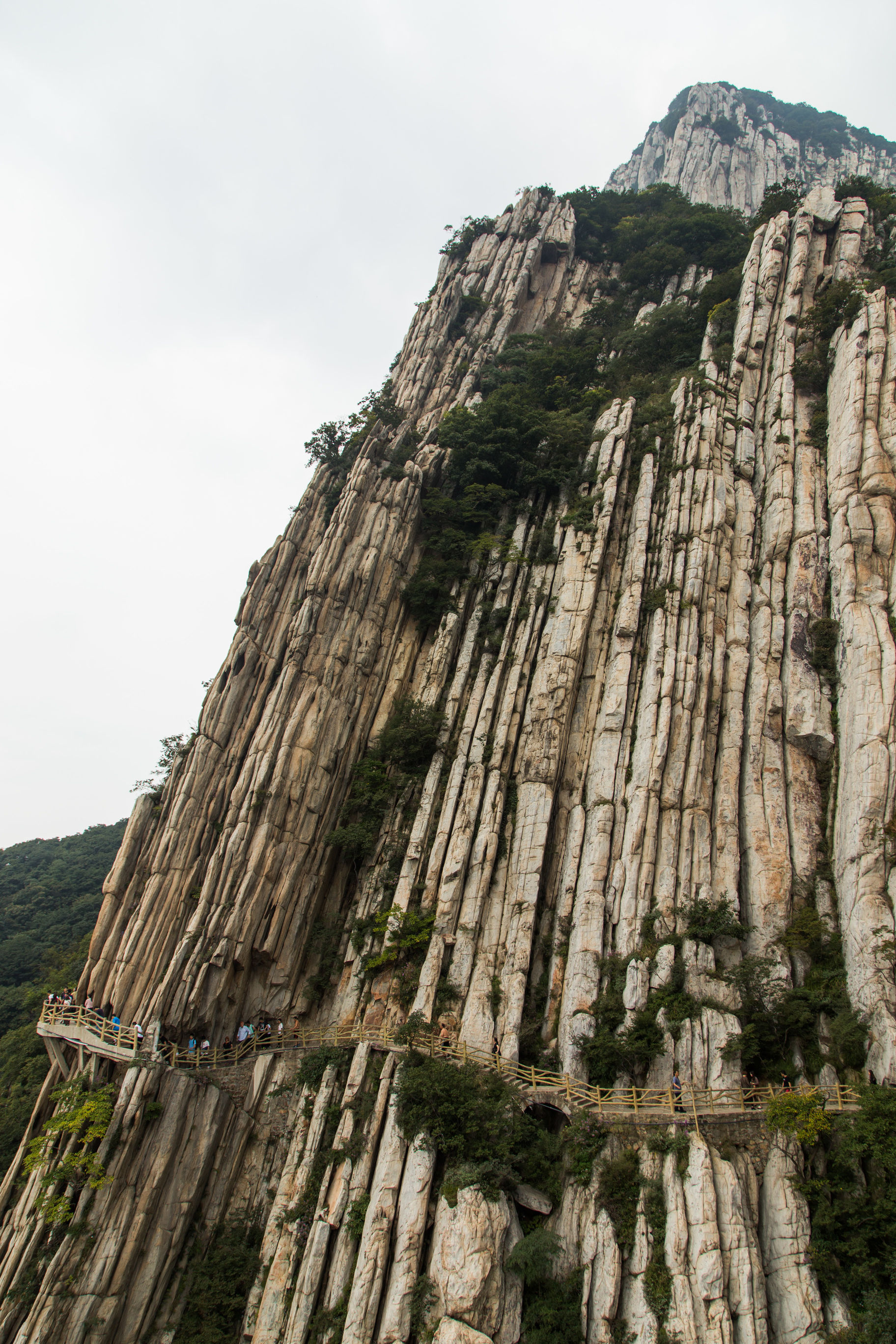
書冊岩，嵩山的標誌性景觀之一，中岳運動遺蹟

嵩山地處中原，东西横卧，古称“外方”，夏商时称“嵩高”、“崇山”，西周时称岳山。公元前770年平王迁都洛阳后，以“嵩为中央、左岱、右华”，为“天地之中”，稱中嶽嵩山。海拔最低为350米，最高处为少室山的连天峰，海拔1512米，主峰峻极峰位于太室山，高1491.7米。嵩山北瞰黃河、洛水，南臨潁水、箕山，東接五代京都汴梁，西連洛陽，素有“汴洛兩京、畿內名山”之稱。於奇異的峻峰，宮觀林立，故為中原地區第一名山。

## 地质演变
嵩山因为地质演化纪录上的多样性而被批准为世界地质公园。嵩山地质构造以其岩龄古老、构造复杂、地壳发育完整、出露良好而闻名。在嵩山72峰里，从太古代到新生代的岩层都有发现，地质史上的太古宙、元古宙、古生代、中生代、新生代的地壳和岩石均有出露，被地质学界称为“五世同堂”。嵩山地区的岩浆岩、沉积岩、变质岩的出露，构成了中国最古老的岩系，登封群的“登封朵岩”。华北地区几乎所有的岩石和地层类型都集中于此，时间跨度达30亿年。嵩山古老的岩石系形成于23亿年前，保存最为完好的是反映太古代至古生代三次地质构造运动——“嵩阳运动”、“中岳运动”、“少林运动”的遗迹。嵩山成为许多地质学研究者们的热点考察区域。

## 历史人文

### 名胜古迹
嵩山曾有30多位皇帝、150多位著名文人所親临，更是神仙相聚对话的洞天福地。由於名勝古蹟眾多，勘稱於五嶽。《诗经》有“嵩高惟岳，峻极于天”的名句。始建于秦朝的道教圣地中嶽廟，是中國古代建築群之一。2001年被列入全国重点文物保护单位名单，2010年成为世界文化遗产。太室山南麓的嵩阳书院，是中国古代四大书院之一。太室山南麓的法王寺，是中国最早的寺庙之一。以禪宗和武術聞名於天下的少林寺，位於嵩山的少室山。

### 文学作品
唐朝进士郑谷有“八景诗”曰：
|  | 月满嵩门正仲秋，轘辕早行雾中游。 颍水春耕田歌起，夏避箕险溽暑收。 石淙河边堪会饮，玉溪台上垂钓钩。 余雨少室观晴雪，瀑布崖前墨浪流。 |

## 参看
- 少林寺
- 法王寺塔
- 嵩岳寺塔
- 登封“天地之中”历史建筑群

## 延伸阅读
[在维基数据编辑]
 《欽定古今圖書集成·方輿彙編·山川典·嵩山部》，出自陈梦雷《古今圖書集成》